# متطلبات الحصول على تأشيرة لمواطني إيران
يحصل المواطنين الإيرانيين على تأشيرات مجانية أو عند الوصول لـ 45 بلداً وإقليماً حول العالم لحاملي جوازات السفر الإيرانية العادية، وذلك عام 2013.

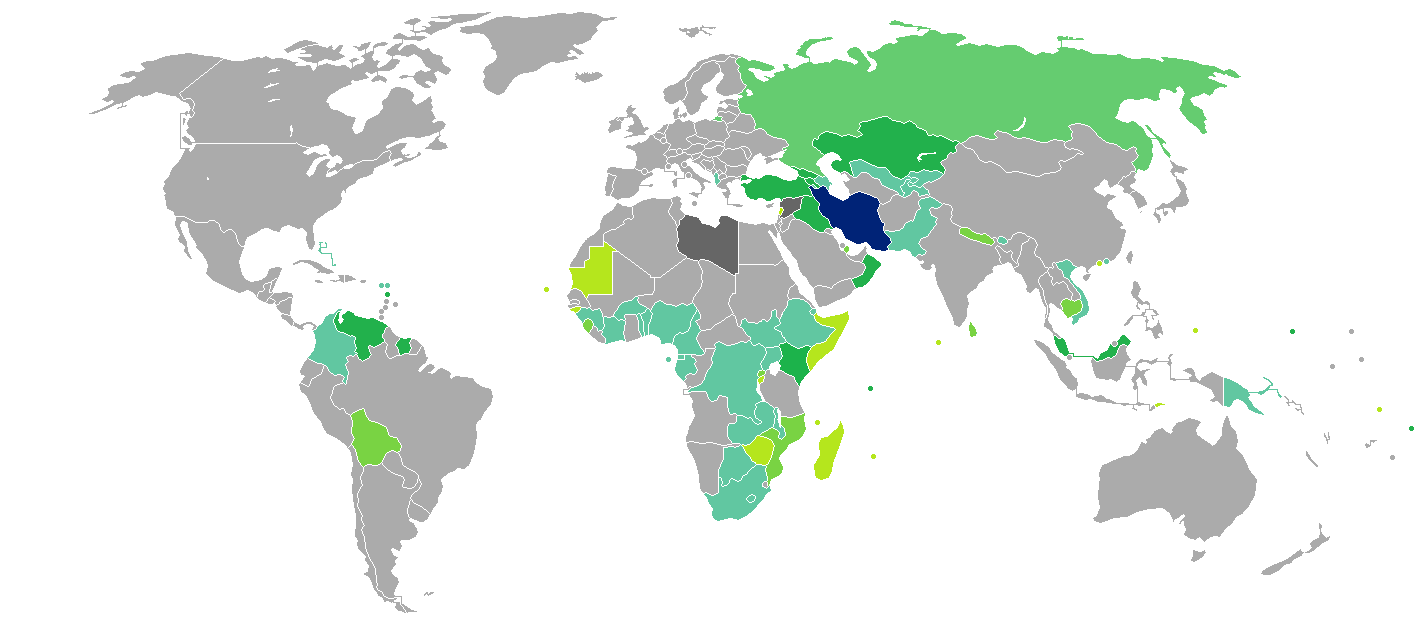
الدول والأقاليم التي تمنح تأشيرات لحاملي جواز سفر جمهورية إيران الإسلامية:
إيران
بدون تأشيرة
تأشيرة عند الوصول
تأشيرة مطلوبة قبل السفر

## أفريقيا
| البلدان والأقاليم | شروط الحصول                                      |
| ----------------- | ------------------------------------------------ |
| جزر القمر         | تأشيرة لمدة 14 يوم عند الوصول بـ100 دولار أمريكي |
| كينيا             | تأشيرة لمدة 30 يوم عند الوصول                    |
| جيبوتي            | تأشيرة لمدة 30 يوم عند الوصول                    |
| تنزانيا           | تأشيرة لمدة شهر واحد عند الوصول                  |
| موزمبيق           | تأشيرة لمدة 30 يوم عند الوصول                    |
| سيشل              | شهر واحد                                         |
| ساو تومي وبرينسيب | تأشيرة لمدة شهر واحد عند الول بـ100 دولار أمريكي |
| أوغندا            | تأشيرة لمدة 30 يوم عند الوصول                    |

## الأمريكيتين
| البلدان والأقاليم | شروط الحصول |
| ----------------- | ----------- |
| بوليفيا           | 30 يوم      |
| دومينيكا          | 21 يوم      |
| الإكوادور         | 90 يوم      |
| غيانا             | شهر واحد    |
| هايتي             | 3 شهور      |
| نيكاراغوا         | 90 يوم      |
| فنزويلا           | 15 يوم      |
| جزر بيتكيرن       | 14 يوم      |

## آسيا
| البلدان والأقاليم          | شروط الحصول                                |
| -------------------------- | ------------------------------------------ |
| العراق (إقليم كردستان فقط) | تصدر التأشيرة عند الوصول لمدة 15 يوم مجانا |
| لاوس                       | تصدر التأشيرة عند الوصول لمدة 30 يوم       |
| لبنان                      | تصدر التأشيرة عند الوصول لمدة 30 يوم       |
| المالديف                   | 30 يوم                                     |
| ماليزيا                    | 15 يوم                                     |
| سريلانكا                   | 30 يوم                                     |
| سوريا                      | 3 شهور                                     |
| طاجيكستان                  | تصدر التأشيرة عند الوصول                   |
| تيمور الشرقية              | تصدر التأشيرة عند الوصول لمدة 30 يوم       |
| ماكاو                      | تصدر التأشيرة عند الوصول لمدة 30 يوم       |

## أوروبا
| البلدان والأقاليم | شروط الحصول                                                  |
| ----------------- | ------------------------------------------------------------ |
| أرمينيا           | تصدر التأشيرة عند الوصول لمدة 21 يوم مقابل 3,000 درام ارميني |
| كوسوفو            | 3 شهور                                                       |
| جورجيا            | التأشيرة مطلوبة قبل الوصول                                   |
| قبرص الشمالية     | 3 شهور                                                       |
| تركيا             | 3 شهور                                                       |

## الأوقيانوسية
| البلدان والأقاليم         | شروط الحصول |
| ------------------------- | ----------- |
| جزر كوك                   | 31 يوم      |
| ولايات ميكرونيسيا المتحدة | 30 يوم      |
| نييوي                     | 30 يوم      |
| بالاو                     | 30 يوم      |
| جزر بيتكيرن               | 14 يوم      |
| ساموا                     | 60 يوم      |
| توفالو                    | شهر واحد    |